# Keri Morrison
Keri Morrison (3 juli 1991) is een Canadees shorttracker en langebaanschaasster.
Morrison begon op driejarige leeftijd met schaatsen, en van haar 17e tot haar 26e deed ze aan shorttrack. In het seizoen 2015–16 stapte ze over naar het langebaanschaatsen, in de hoop de passie voor de sport weer te hervinden.
Drie jaar later ging ze met het Canadese team naar de winterspelen, en schaatste ze op zes World Cup-wedstrijden.
Op de Olympische Winterspelen van 2018 nam Morrison deel aan de massastart en de ploegenachtervolging.
In de zomer van 2019 kondigde Morrison aan te stoppen met schaatsen.

## Records

### Persoonlijke records[5]
| Afstand    | Tijd    | Datum            | Baan    |
| ---------- | ------- | ---------------- | ------- |
| 500 meter  | 39,61   | 18 februari 2017 | Calgary |
| 1000 meter | 1.15,61 | 18 maart 2017    | Calgary |
| 1500 meter | 1.56,67 | 3 december 2017  | Calgary |
| 3000 meter | 4.10,43 | 26 november 2016 | Calgary |